# Max Flukt
Max Flukt, född 31 juli 1999 i Kalmar, död 29 mars 2022, var en svensk varmblodig travhäst. Han tränades och kördes under sin tävlingskarriär av Kent Knutsson.

## Historia
Max Flukt köptes som ettåring av Kent Knutsson. Han gick ett premielopp den 30 november 2001, men nästa tur till travbanan blev först den 29 augusti 2003 i ett kvallopp. Max Flukt gjorde tävlingsdebut den 16 september 2003 på Jägersro. I loppet galopperade han tidigt, men lyckade ändå att segra överlägset på tiden 1.15,3, som på den tiden var något oerhört. Under debutsäsongen som fyraåring gjorde han endast två starter, och segrade i båda.
Max Flukt gjorde sin första start som femåring den 28 april 2004 på Solvalla, och segrade även där. Sin första stora seger kom den 29 maj 2004 i Klass III-finalen under Elitloppshelgen på Solvalla. Max Flukts segerrad bröts på Vaggerydstravet den 18 juni 2004, då han kom på sjätte plats. Under femåringssäsongen gjorde han fyra starter, och segrade i tre.
Sitt stora genombrott fick Max Flukt som sexåring, då han segrade i styrkeprovet Harper Hanovers Lopp den 28 maj 2005 på Solvalla. Trots att Max Flukt var orutinerad trots sina sju tidigare starter, slog han bland annat den franske stjärnhästen Jardy, som då sprungit in nästan tio miljoner kronor. Under året gjorde han tre ytterligare starter, och lyckades bland annat segra i Örebro Intn'l på Örebrotravet.
Som sjuåring gick han ett kvallopp den 11 maj 2006 på Åbytravet, på tiden 1.13,3 över 2 140 meter. Max Flukt försvarade sedan sin seger i Harper Hanovers Lopp två veckor senare, och tog då sin andra raka seger, nu på nya världsrekordtiden 1.13,8 över 3 160 meter.
Sin enda start utanför Sverige gjorde Max Flukt den 17 juni 2006 i Kymi Grand Prix på Kouvola travbana i Finland. Han kördes då av Jorma Kontio. Loppet blev uppmålat som en duell mellan Max Flukt och den franske stjärnhästen Jag de Bellouet. I loppet slutade Max Flukt oplacerad, medan Jag de Bellouet segrade i loppet.
Karriärens sista start för Max Flukt blev i 25 januari 2007 i Januaristayern på Åbytravet. I loppet slutade han oplacerad. En månad senare meddelades det att Max Flukt avslutar sin tävlingskarriär på grund av problem med hals och lungor.
Han avled den 29 mars 2022 på grund av ålder.

## Statistik
| Statistik för Max Flukt (Ref.) | Statistik för Max Flukt (Ref.) | Statistik för Max Flukt (Ref.) | Statistik för Max Flukt (Ref.) | Statistik för Max Flukt (Ref.) | Statistik för Max Flukt (Ref.) |
| ------------------------------ | ------------------------------ | ------------------------------ | ------------------------------ | ------------------------------ | ------------------------------ |
| Starter                        | Placeringar                    | Startprissumma                 | Segerprocent                   | Platsprocent                   | Rekord                         |
| 15                             | 11-0-0                         | 1 812 000 kr                   | 73 %                           | 73 %                           | 1.12,0am,                      |

### Starter
| #  | Datum             | Lopp                                    | Bana     | Kusk          | Tid     | Distans | Plac. | Odds | Vinstsumma  | Ref.   |
| -- | ----------------- | --------------------------------------- | -------- | ------------- | ------- | ------- | ----- | ---- | ----------- | ------ |
| -  | 30 november 2001  | Premielopp                              | Kalmar   | Kent Knutsson | 1.37,2  | 2 140 m | 1p    | N/A  | 0 SEK       | [ 11 ] |
| -  | 29 augusti 2003   | Kvallopp                                | Kalmar   | Kent Knutsson | 1.16,4  | 2 140 m | gdk   | N/A  | 0 SEK       | [ 12 ] |
| 1  | 16 september 2003 | 3-4-åriga högst 12.000 kr som ej segrat | Jägersro | Kent Knutsson | 1.15,2g | 2 140 m | 1     | 14   | 20 000 SEK  | [ 13 ] |
| 2  | 14 oktober 2003   | 3-5-åriga högst 22.000 kr               | Jägersro | Kent Knutsson | 1.16,3  | 2 140 m | 1     | 14   | 20 000 SEK  | [ 14 ] |
| 3  | 28 april 2004     | Solvalla Travtränarförenings lopp       | Solvalla | Kent Knutsson | 1.14,1  | 2 140 m | 1     | 17   | 40 000 SEK  | [ 15 ] |
| 4  | 12 maj 2004       | Klass III, försök 6                     | Solvalla | Kent Knutsson | 1.15,4  | 2 140 m | 1     | 12   | 75 000 SEK  | [ 16 ] |
| 5  | 29 maj 2004       | Klass III, Final                        | Solvalla | Kent Knutsson | 1.15,3  | 2 140 m | 1     | 16   | 150 000 SEK | [ 17 ] |
| 6  | 18 juni 2004      | Uttagningslopp till Sverigeloppet       | Vaggeryd | Kent Knutsson | 1.17,7g | 2 160 m | 6     | 13   | 2 000 SEK   | [ 18 ] |
| -  | 27 juni 2004      | Kalmarsundsstayern                      | Kalmar   | Kent Knutsson | str.    | 3 160 m | str.  | str. | str.        | [ 19 ] |
| -  | 13 mars 2005      | Kvallopp                                | Åby      | Kent Knutsson | 1.18,6  | 2 140 m | gdk   | N/A  | 0 SEK       | [ 20 ] |
| 7  | 26 april 2005     | Högst 325.000 kr                        | Åby      | Kent Knutsson | 1.13,6  | 2 160 m | 1     | 12   | 25 000 SEK  | [ 21 ] |
| 8  | 28 maj 2005       | Harper Hanovers Lopp                    | Solvalla | Kent Knutsson | 1.14,3  | 3 140 m | 1     | 40   | 500 000 SEK | [ 22 ] |
| 9  | 26 juni 2005      | Kalmarsundsstayern                      | Kalmar   | Kent Knutsson | 1.14,7  | 3 160 m | 1     | 13   | 100 000 SEK | [ 23 ] |
| 10 | 22 juli 2005      | Svensk Snabbmats Stayerpris             | Axevalla | Kent Knutsson | 1.14,8  | 3 160 m | 1     | 11   | 100 000 SEK | [ 24 ] |
| 11 | 20 augusti 2005   | Örebro Intn'l                           | Örebro   | Kent Knutsson | 1.14,9  | 3 160 m | 1     | 14   | 250 000 SEK | [ 25 ] |
| -  | 11 maj 2006       | Kvallopp                                | Åby      | Kent Knutsson | 1.13,3  | 2 140 m | gdk   | N/A  | 0 SEK       | [ 26 ] |
| 12 | 27 maj 2006       | Harper Hanovers Lopp                    | Solvalla | Kent Knutsson | 1.13,8  | 3 160 m | 1     | 20   | 500 000 SEK | [ 27 ] |
| 13 | 17 juni 2006      | Kymi Grand Prix                         | Kouvola  | Jorma Kontio  | 1.12,0a | 2 100 m | 0     | 57   | 0 SEK       |        |
| 14 | 25 juli 2006      | Malmö stads pris                        | Jägersro | Kent Knutsson | 1.15,7  | 3 180 m | 4     | 11   | 30 000 SEK  | [ 28 ] |
| 15 | 25 januari 2007   | Januaristayern                          | Åby      | Kent Knutsson | 1.18,6  | 3 180 m | r0    | 13   | 0 SEK       | [ 29 ] |